# Tôlerie fine
La tôlerie fine désigne l'ensemble des opérations visant à transformer l’acier, l’aluminium et l’inox en feuilles, barres ou tubes, pour réaliser toute une gamme de produits :  boîtiers, tiroirs optiques, coffrets, etc.
La transformation s'effectue généralement par découpe laser, par poinçonnage ou par pliage.En outre, des inserts peuvent être rajoutés par sertissage pour permettre notamment l'assemblage des produits par visserie .
Une fois les pièces mises en forme, une finition peut être appliquée sur les pièces, soit par application d'une couche de peinture, d'une galvanisation ou d'une anodisation selon la matière et le niveau de protection désiré. 
L'industrie de la tôlerie fine est principalement limitée à la sous-traitance. Elle est utilisée aussi bien dans les secteurs de l'électronique et de l'informatique que dans le médical ou l'aéronautique.